# Frite (objet)
Pour l’article ayant un titre homophone, voir Fritte.
Pour l'aliment, voir frite.
Une frite, également appelée nouille de piscine, est un objet flottant se présentant sous la forme d'un long cylindre en mousse coloré. Il sert notamment à l'apprentissage de la nage dans une piscine.